# Réquiem (El exorcismo de Micaela)
Réquiem (El exorcismo de Micaela) (Requiem, en alemán) es una película dramática alemana de 2006 dirigida por Hans-Christian Schmid y protagonizada por Sandra Hüller.
El film está basado en el caso de Anneliese Michel, una joven con epilepsia a la que se creía poseída por varios demonios y que falleció tras someterse a un exorcismo. Aquel suceso fue la base de Scott Derrickson para dirigir en 2005 El exorcismo de Emily Rose.

## Argumento
Michaela Klinger (Sandra Hüller) es una joven residente de una localidad rural que desea hacer una vida normal a pesar de padecer ataques epilépticos. Un día le llega una notificación en la que le informan que ha sido admitida en la Universidad de Tubinga. Emocionada por volver a estudiar tras estar de baja por su infructuoso tratamiento, acepta ir a pesar de la oposición de sus padres (Burghart Klaußner y Imogen Kogge), los cuales creen que trasladarse en su estado no hará sino agravar aún más su enfermedad.
A los pocos días empieza a experimentar fenómenos extraños: es incapaz de rezar, estudiar e incluso de hablar además de escuchar extrañas voces. Debido a estos sucesos Klinger cree que su epilepsia es en realidad una posesión.

## Reparto
- Sandra Hüller es Michaela Klingler.
- Burghart Klaußner es Karl Klingler.
- Imogen Kogge es Marianne Klingler.
- Friederike Adolph es Helga Klingler.
- Anna Blomeier es Hanna Imhof.
- Nicholas Reinke es Stefan Weiser.
- Jens Harzer es Martin Borchert.
- Walter Schmidinger es Pastor Landauer.
- Irene Kugler es Heimleiterin.
- Johann Adam Oest es Profesor Schneider.
- Eva Löbau es Enfermera.

## Banda sonora
1. Anthem  de Deep Purple
2. Down 'n' Out de Light of Darkness
3. Past Time  de Zarathustra
4. Human Bondage de  Krokodil
5. Paramechanical World de  Amon Düül
6. Moving Along de Light of Darkness

## Recepción de la crítica
La película obtuvo críticas positivas, especialmente entre los críticos del cine europeo. Se reconoció como una gran producción que se basa claramente en la vida de la joven Anneliese Michel, quien había sufrido el incidente en la vida real.
Javier Ocaña en El País escribió: 

”Un notable drama social con el que el espectador puede experimentar el sufrimiento de una joven”.

Oti Rodríguez Marchante en ABC (periódico) escribió: 

”Requiem es una recreación fría y analítica de los hechos, dejándole el hueco exacto a la imaginación o fantasía (...) la actriz es magnífica y le proporciona el tono adecuado a la tragedia (...) Puntuación: ★★★ (sobre 5)”.

## Reconocimiento
Deutscher Filmpreis
| Año  | Categoría                 | Nominado/a                                                | Resultado |
| ---- | ------------------------- | --------------------------------------------------------- | --------- |
| 2007 | Mejor película            | Requiem                                                   | Nominada  |
| 2007 | Mejor actriz protagonista | Sandra Hüller                                             | Ganadora  |
| 2007 | Mejor actor de reparto    | Burghart Klaußner                                         | Nominado  |
| 2007 | Mejor actriz de reparto   | Imogen Kogge                                              | Ganadora  |
| 2007 | Mejor director            | Hans-Christian Schmid                                     | Nominado  |
| 2007 | Mejor guion               | Bernd Lange                                               | Nominado  |
| 2007 | Mejor edición             | Bernd Schlegel y Hansjörg Weißbrich                       | Nominado  |
| 2007 | Mejor arte                | Christian M. Goldbeck                                     | Nominado  |
| 2007 | Mejor diseño de vestuario | Bettina Marx                                              | Nominada  |
| 2007 | Mejor sonido              | Lars Ginzel , Dirk Jacob , Marc Parisotto , Martin Steyer | Ganadores |

Festival Internacional de Cine de Berlín
| Año  | Categoría                     | Nominado/a    | Resultado |
| ---- | ----------------------------- | ------------- | --------- |
| 2007 | Mejor interpretación femenina | Sandra Hüller | Ganadora  |

Festival de Cine de Sitges
| Año  | Categoría                 | Nominado/a    | Resultado |
| ---- | ------------------------- | ------------- | --------- |
| 2007 | Mejor actriz protagonista | Sandra Hüller | Ganadora  |
| 2007 | Mejor película            | Sandra Hüller | Ganadora  |

Bayerischer Filmpreis
| Año  | Categoría    | Nominado/a    | Resultado |
| ---- | ------------ | ------------- | --------- |
| 2007 | Mejor actriz | Sandra Hüller | Ganadora  |

Schnitt-Preis
| Año  | Categoría    | Nominado/a | Resultado |
| ---- | ------------ | ---------- | --------- |
| 2007 | largometraje | Réquiem    | Ganadora  |